# Ambkor
Óscar de la Torre (Barcelona, Ripollet, Cataluña, España; 2 de abril de 1989), más conocido por su nombre artístico «Ambkor» (con corazón en catalán) es un MC barcelonés, exmiembro del grupo Malafama Squad, junto a Zaisé, T-Key y, anteriormente, Triple H (DJ). Posteriormente, el grupo se disuelve y cada artista siguió con su carrera en solitario.
En 2022 estrena "Vida", canción que actualmente tiene el récord de una canción de rap con más palabras con 2110 palabras.

## Trabajos como artista

### Con Malafama Squad
El grupo Malafama Squad se formó en 2003 de la mano del MC Zaisé y de Triple H como el DJ. Un par de años después, Ambkor se une al grupo y, en 2006, sacan su primera maqueta "AZ: El principio del fin". La maqueta es recibida positivamente inclusive al no ser subida en la red. En 2007 ve la luz su segunda maqueta, "A pie de calle", que cuenta con colaboraciones como las de Porta o Yaina. En 2008, Triple H decide desvincularse del grupo y se incorpora T-Key, cantante R&B; en ese mismo año, publican su tercera y última maqueta, titulada "Fresh", con colaboraciones como la de Suko o El Chojin.
A pesar de un buen número de descargas y gran aceptación de la gente por Malafama, cada uno decide seguir su carrera musical en solitario debido a una disputa interna en el grupo, de la cual habla Ambkor un tiempo después en el tema "De cora" de su segundo LP "Tren de vuelta a casa", haciendo una referencia a Zaisé y su grupo Barrio Bizz.

### En solitario
Al dejar Malafama Squad, en 2009 Ambkor saca su primera maqueta en solitario, titulada "Un año bajo la lluvia", recibiendo su nombre debido a que vivió un año sacudido por penurias en cuanto a problemas personales y familiares. Los temas, grabados en Lebuqe Studios por ZPU y mezclados y masterizados por Soma, fueron un éxito, Ambkor realizó directos en Cataluña y la Comunidad Valenciana, colocándose con sólo 20 años como una de las promesas del rap español. En 2011, publica su segunda maqueta, "Sueña que no estás triste", con las colaboraciones de Desplante, ZPU, T-Key, DJ Joaking, entre otros; y, en 2013, ficha por el sello discográfico Krik Music y saca su primer LP, "#Detosesale".
En este disco, con colaboraciones como las de ZPU, Alba del Vals, Mowlihawk, T-Key o El Chojin, alcanzó en su primera semana el puesto 1° en iTunes tanto en España como México, y siendo top 10 en Argentina. Realizó una gira de veinte conciertos, pero fue interrumpida debido a problemas entre Ambkor y su discográfica. Al conseguir la carta de libertad, vuelve a centrarse en conciertos y realiza colaboraciones como con el grupo español La Unión y con el MC mexicano C-Kan.
En diciembre de 2014 ve la luz “Tren de vuelta a casa”, segundo disco editado del artista, esta vez bajo el sello discográfico ROYAL-ICE RECORDS “Tren de vuelta a casa”, es más que un disco; es un viaje por los últimos acontecimientos ocurridos en la vida de AMBKOR.  En ese mismo mes realizó un pequeño tour de firmas de Discos por algunas ciudades como: MURCIA, GIJÓN, VALENCIA, MADRID, VIGO, BARCELONA,… Al trabajo le acompañan 4 Videoclips Oficiales, una Serie de Fragmentos Inéditos + Videoclip llamada “#RETALES” compuesta de 5 entregas y un Tema inédito + Videoclip, llamado “Después de todo” para celebrar los 10.000.000 millones de reproducciones en su canal de YouTube con la colaboración del Mc madrileño IVÁN NIETO. 
En mayo de 2015 inicia su Gira Española llamada #PIERDETECONMIGO, que le lleva a ciudades como Madrid, Almería, Alicante, Murcia, Valencia, Tarragona, Barcelona,… entre otras.  En junio de ese mismo año, cruza por primera vez el charco para visitar México DF, su primer concierto internacional que tanto él como la multitud de fanes existentes estaban deseando disfrutar. En esa fecha, consigue juntar a más de 700 personas en el TEATRO HIPÓDROMO CONDESA y aparece en conocidos medios de televisión, radio y prensa. 
En 2016 lanza su último Álbum “#LOBONEGRO”. El formato de lanzamiento fue de forma audiovisual. Cada 15 días, se estrenaba un tema junto con su videoclip en su canal de Youtube AmbkorTv. También. Con este Disco, la repercusión del artista se ha visto multiplicada por 5 en todos los aspectos.
Ambkor realiza una Gira Española, #GiraLoboNegro2016 durante los meses de abril y mayo acabó de organizar su primer tour por México, Argentina y otros países de América Latina para octubre/noviembre.
Tras cuatro países latinoamericanos en la gira, vuelve a España y empieza a dar forma a su nuevo trabajo con fecha de salida el seis de marzo de 2017, titulado 'Lobo Negro 2' grabado en Enekastudio y producido por Soma en Lebuque Studio.
En el año 2020 saco un album llamado “Free solo” en el que se encuentran colaboraciones como SOGE CULEBRA, EL CHOJIN, ERRECÉ,…
En 2022 publicó su nuevo y último disco (por ahora), "Nudos".
Publicada en el año 2023, Ambkor tiene un record mundial en el mundo del rap hispano-hablante por la canción “Vida” por ser la canción con más palabras sin repetición, con una duración de 12 minutos.

## Discografía

### Con Malafama Squad
- "AZ: El principio del fin" (Maqueta - 2006)
- "A pie de calle" (Maqueta - 2007)
- "Fresh" (Maqueta - 2008)

### En solitario
- "Un año bajo la lluvia" (Maqueta - 2009) (Lebuqe Studios)
- "Sueña que no estás triste" (Maqueta - 2011) (Lebuqe Studios)
- "#Detosesale" (LP - 2013) (Royal-Ice Records)
- "Tren de vuelta a casa" (LP - 2014) (Royal-Ice Records)
- "Lobo Negro" (LP - 2016) (Royal-Ice Records)
- "Lobo Negro 2" (LP - 2017) (Royal-Ice Records)
- "Aullidos" (LP - 2018) (Royal-Ice Records)
- "Free Solo" (LP - 2019- 2020) (Royal-Ice Records)
- "Alone" (EP - 2020) (The Music Republic Records)
- "Un cualquiera en cuarentena" (Sencillo - 2020) (The Music Republic Records)
- "Flotando" (Sencillo - 2020) (The Music Republic Records)
- "Nudos" (LP - 2022) (The Music Republic Records)
- "Vida" (Sencillo - 2022) (The Music Republic Records)
- "Invernalia" (Sencillo - 2022) (The Music Republic Records)
- "Si me crees" (Sencillo - 2022) (The Music Republic Records)